# Elro'i
Elro'i (hebrejsky אלרואי‎) byla vesnice v Izraeli, v Haifském distriktu začleněná roku 1958 do města Kirjat Tiv'on.
Nachází se v nadmořské výšce přibližně 40 m na pravém břehu řeky Kišon na pomezí Zevulunského a Jizre'elského údolí. Na západ od vesnice se zvedá prudký svah pohoří Karmel, ze kterého sem stéká vádí Nachal Elro'i. Leží přibližně 16 km jihovýchodně od Haify. Na dopravní síť je napojena pomocí místní silnice číslo 7213.
Vesnice vznikla roku 1935. Jejími zakladateli byli židovští přistěhovalci z Kurdistánu, kteří se sem přesunuli z Haify. Šlo o zemědělské sídlo typu mošav. Koncem 40. let měla vesnice rozlohu katastrálního území 525 dunamů (0,525 kilometru čtverečního) a žilo tu 437 lidí.
V roce 1958 došlo ke sloučení dosud samostatných obcí Tiv'on, Elro'i a Kirjat Amal do jednoho města, které získalo název Kirjat Tiv'on.